# Gloria Biograf
Gloria Biograf er en arthouse-biograf, der ligger ved Rådhuspladsen i København. Biografens repertoire består blandt andet af små film, der kun kommer op i ganske få biografer, samt prisvindende film fra de store europæiske filmfestivaler.
Gloria ligger ved Rådhuspladsen i København. Biografen blev etableret som Gloria tilbage i 1995, og dens eneste sal er den gamle sal D fra ABCinema. ABCinema lukkede i 1989, men D-salen blev aldrig fjernet. I årene efter blev biografen brugt til særforestillinger under navnet Biffen, før den i 1995 genåbnede som Gloria under selvstændig ledelse.
Biografen blev renoveret i 2010, hvor den fik digital kinomaskine og buet lærred. Salen blev renoveret i 2019 og har 84 sæder.  
I 2024 blev biografen opkøbt af Grand Teatret, men fortsatte som et selvstændigt biografmiljø med eget navn og repertoire.